# Maurizio Cornalba
Maurizio Cornalba (17 de janeiro de 1947) é um matemático italiano, que trabalha principalmente com geometria algébrica. É professor da Universidade de Pavia.
Cornalba estudou a pertir de 1965 na Universidade de Pisa e na Escola Normal Superior de Pisa, onde obteve a graduação em 1970. Passou depois dois anos na Universidade de Princeton, sendo a partir de 1971 professor assistente na Universidade de Pisa. Em 1974/75 foi professor assistente na Universidade Harvard e em 1975/76 Lecturer na Universidade da Califórnia em Berkeley. A partir de 1976 foi Professor de Geometria e depois de Álgebra na Universidade de Pavia
Recebeu o Prêmio Giuseppe Bartolozzi de 1975. É membro da Academia Nacional dos Linces.
Foi palestrante convidado do Congresso Internacional de Matemáticos em Berlim (1998 - Cohomology of Moduli Spaces of Stable Curves).

## Obras
- com Enrico Arbarello, Phillip Griffiths, Joe Harris Geometry of algebraic curves, Grundlehren der mathematischen Wissenschaften, Springer Verlag, 2 Volumes, 1985, 2011
- com E. Arbarello, P. Griffiths, Joe Harris, Special divisors on algebraic curves, Reprint in Selected Works of Philipp Griffiths, Volume 2, American Mathematical Society 2003, S. 649–778 (Vorlesungsnotizen zur Regional Algebraic Geometry Conference, Athens, Georgia, 1979)
- Editor com X. Gomez-Mont, A. Verjovsky Lectures on Riemann Surfaces (ICTP, Triest 1987), World Scientific 1989
- Editor com Fabrizio Catanese, Ciro Ciliberto Problems in the theory of surfaces and their classification, Symposia Mathematica 32, Academic Press, Londres, 1991.